# もう一度だけふり向いて
「もう一度だけふり向いて」（もういちどだけふりむいて）は、1976年12月にリリースされた桜田淳子の17枚目のシングルである。

## 収録曲
- 全曲作詞：阿久悠

1. もう一度だけふり向いて (2分56秒)
作曲：穂口雄右／編曲：高田弘
2. 招待席 (3分3秒)
作曲・編曲：水谷公生